# Carl Wilhelm Petersén
Carl Wilhelm Petersén (Stoccolma, 28 marzo 1884 – San Diego, 3 ottobre 1973) è stato un giocatore di curling svedese.

## Biografia
Partecipò ai I Giochi olimpici invernali edizione disputata a Chamonix (Francia) nel 1924, riuscendo a vincere una medaglia d'argento nella Svezia II con i connazionali Carl-Axel Pettersson, Karl Wahlberg ed Erik Severin.
Nell'edizione l'oro andò ai britannici e il bronzo alla Francia.